# Guido Buffarini-Guidi
Guido Buffarini-Guidi (* 17. August 1895 in Pisa; † 10. Juli 1945 in Mailand) war ein italienischer Rechtsanwalt und faschistischer Politiker. Von 1933 bis 1943 war er Unterstaatssekretär im Innenministerium des faschistischen Italiens, und danach von 1943 bis 1945 selbst Innenminister von Mussolinis Sozialrepublik von Salò.

## Leben
Beim Kriegseintritt Italiens im Ersten Weltkrieg meldete Buffarini-Guidi sich freiwillig in einem Artillerieregiment. 1917 wurde er zum Hauptmann befördert und blieb bis 1923 aktives Mitglied der italienischen Armee. Zusätzlich absolvierte er im März 1920 ein Jurastudium an der Universität Pisa. Er verließ die Armee im Rang eines Oberstleutnants, wurde in faschistischen Kreisen aktiv und schloss sich der PNF an. Im November 1920 wurde er in die Freimaurerloge „Charles Darwin“ in Pisa aufgenommen. Einige Monate nach dem Marsch auf Rom wurde er im April 1923 Bürgermeister von Pisa. Ab 1924 war er lokaler Parteichef der PNF.
Von Mai 1933 bis Februar 1943 war er als Nachfolger von Leandro Arpinati Unterstaatssekretär im Innenministerium. Bei der Verkündung der Rassengesetze im Jahre 1938 nahm er im Gegensatz zu anderen führenden Faschisten wie Balbo, De Bono und Federzoni eine antisemitische Haltung ein. Er stimmte am 25. Juli 1943 gegen den von Dino Grandi eingebrachten Antrag zur Absetzung Mussolinis. Als Belohnung dafür wurde er im faschistischen Reststaat der Italienischen Sozialrepublik zum Innenminister ernannt.
Am 30. November 1943 befahl er die Verhaftung und Einlieferung von über 9000 Juden in italienische Konzentrationslager, darunter das Durchgangslager Fossoli. Sein ursprüngliches Ziel war gewesen, die in Italien ansässigen Juden auf italienischem Boden zu konzentrieren und ihnen somit weitere Deportationen zu ersparen. Dies erwies sich jedoch als Fehlschlag. Die meisten italienischen und ausländischen Juden wurden bis Dezember 1944 aus den italienischen Konzentrationslagern an die deutschen Besatzer übergeben und in das Vernichtungslager KZ Auschwitz-Birkenau verschleppt. 
Am 21. Februar 1945 wurde er unvermittelt von Mussolini entlassen, der ihn im Gespräch mit einem italienischen Diplomaten zwar als begabten Techniker, jedoch als verhasste Persönlichkeit bezeichnete. Nach seiner Entlassung begab sich Buffarini in die Umgebung von Gargnano, wo er die letzten Kriegsmonate verbrachte. Am 25. April unternahm er in Como einen vergeblichen Versuch, den Duce zu einer Flucht in die Schweiz zu überreden. Zusammen mit Minister Angelo Tarchi versuchte er die Schweizer Grenze zu erreichen, wurde jedoch bei Porlezza von der Polizei aufgegriffen. Er wurde von einem außerordentlichen Schwurgericht am 29. Mai 1945 zum Tode verurteilt und nach einem erfolglosen Selbstmordversuch mit Barbituraten auf dem Sportplatz „Giuriati“ Città Studi in Mailand am 10. Juli 1945 erschossen.
1970 veröffentlichte sein Sohn Glauco das Buch La vera verità: I documenti dell'archivio segreto del ministro degli interni Guido Buffarini Guidi dal 1938 al 1945. Das als apologetisch geltende Buch beschreibt das Leben seines Vaters, mit Informationen aus dem Familienarchiv.